# Джарджадзе, Николай Константинович
Николай Константинович Джарджадзе (груз. ნიკოლოზ კოტეს ძე ჯარჯაზე; 21 мая 1976, Ишеевка — 9 января 1995, Грозный) — российский солдат, участник Первой чеченской войны, стрелок-гранатомётчик 337-го гвардейского парашютно-десантного полка, 104-й Гвардейской парашютно-десантной дивизии, Герой России (посмертно).

## Биография
Родился в Ишеевке, окончил девять классов, затем выучился на помощника плотника на местном текстильном комбинате (Иштекс).
В Российскую армию призван летом 1994 года, направлен в дислоцированную в Ульяновске 104-ю гвардейскую Воздушно-десантную дивизию. В декабре 1994 года дивизия дислоцирована в Чеченскую республику.
7 января 1995 года дивизия включилась в бои за штурм Грозного. На следующий день, 8 января десантники вели бой за здание Совета Министров республики; Николай Джарджадзе, охранявший фланг, обнаружил грузовик с дудаевцами, пытавшимися проникнуть в тыл атакующих. Николай уничтожил грузовик одним выстрелом из гранатомёта, оставшихся в живых боевиков расстрелял автоматным огнём.
Назавтра, 9 января, при штурме Президентского дворца лично уничтожил две точки боевиков. Вынес из-под огня двух раненых товарищей и командира роты; при передаче его санитарам поражён снайперской пулей.
Похоронен в родном посёлке. Посмертно, 13 февраля 1995 года удостоен звания Героя Российской Федерации. Средней школе, в которой учился Николай Джарджадзе, присвоено его имя, на здании школы установлена мемориальная доска. В Ишеевке установлен его бюст.